# 아기디
아기디(이그보어: àgìdi) 또는 에코(요루바어: ẹ̀kọ)는 옥수수의 녹말을 겔화시켜 만든 서아프리카 음식이다.

## 만들기
말린 옥수수알을 찬물에 넣고 불에 올려 끓기 시작하면 불을 끄고 곱게 간다. 옥수수 간 것을 시폰 등으로 된 얇은 거름천을 두른 체에 내려 겉겨를 제거한 다음, 앙금을 가라앉히고 윗물을 버린다. 앙금에 물을 약간 타서 저으며 익힌 뒤, 녹말이 익어 겔화되면 타우마토코쿠스 다니엘리이 잎이나 바나나잎 등으로 싸서 굳힌다. 옥수수녹말가루나 오기 부순 것을 물에 개서 쓰기도 한다.

## 같이 보기
- 에그보
- 아카무
- 쿠라우